# Triorla interrupta
Triorla interrupta är en tvåvingeart som först beskrevs av Macquart 1834.  Triorla interrupta ingår i släktet Triorla och familjen rovflugor. Inga underarter finns listade i Catalogue of Life.

## Bildgalleri

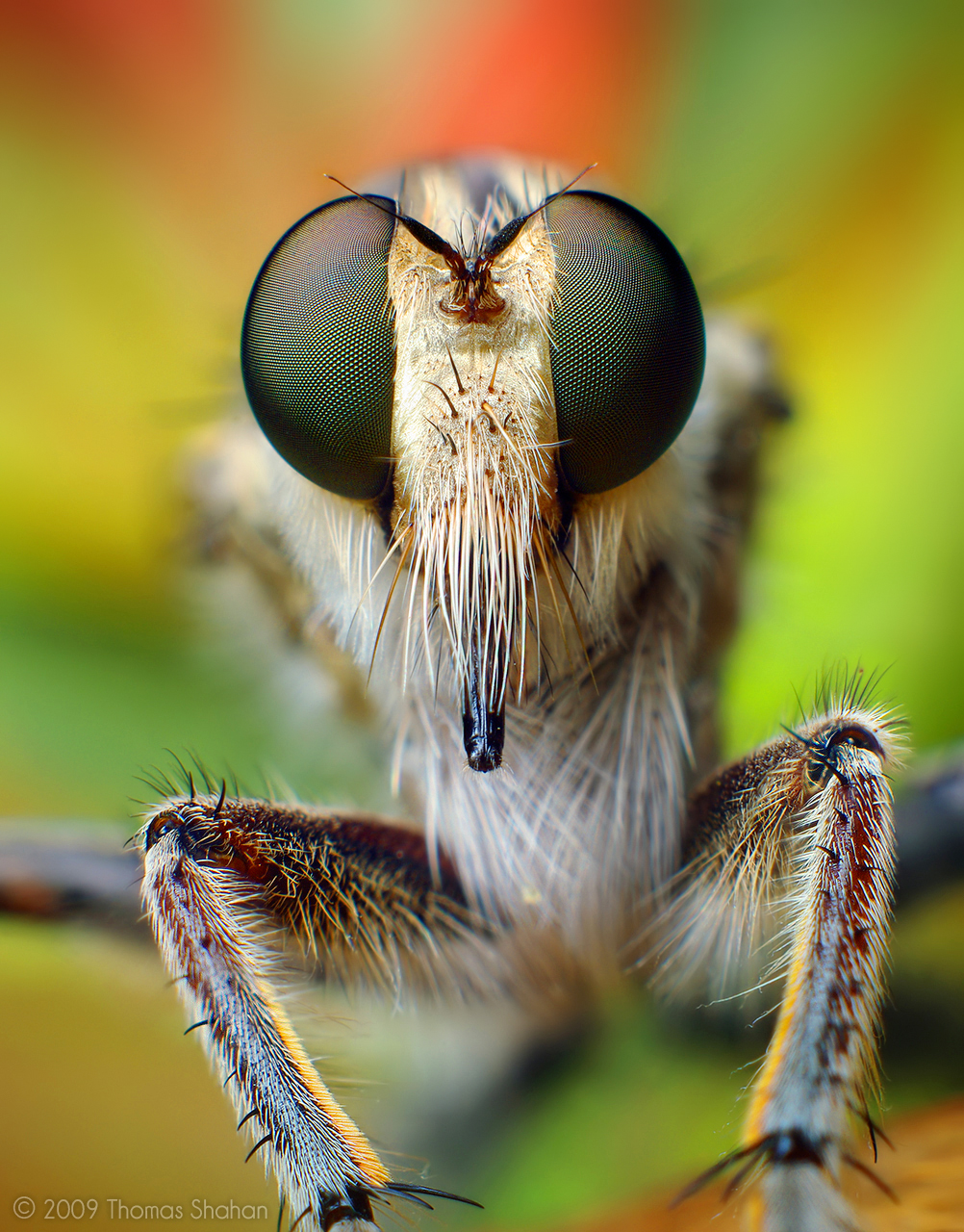
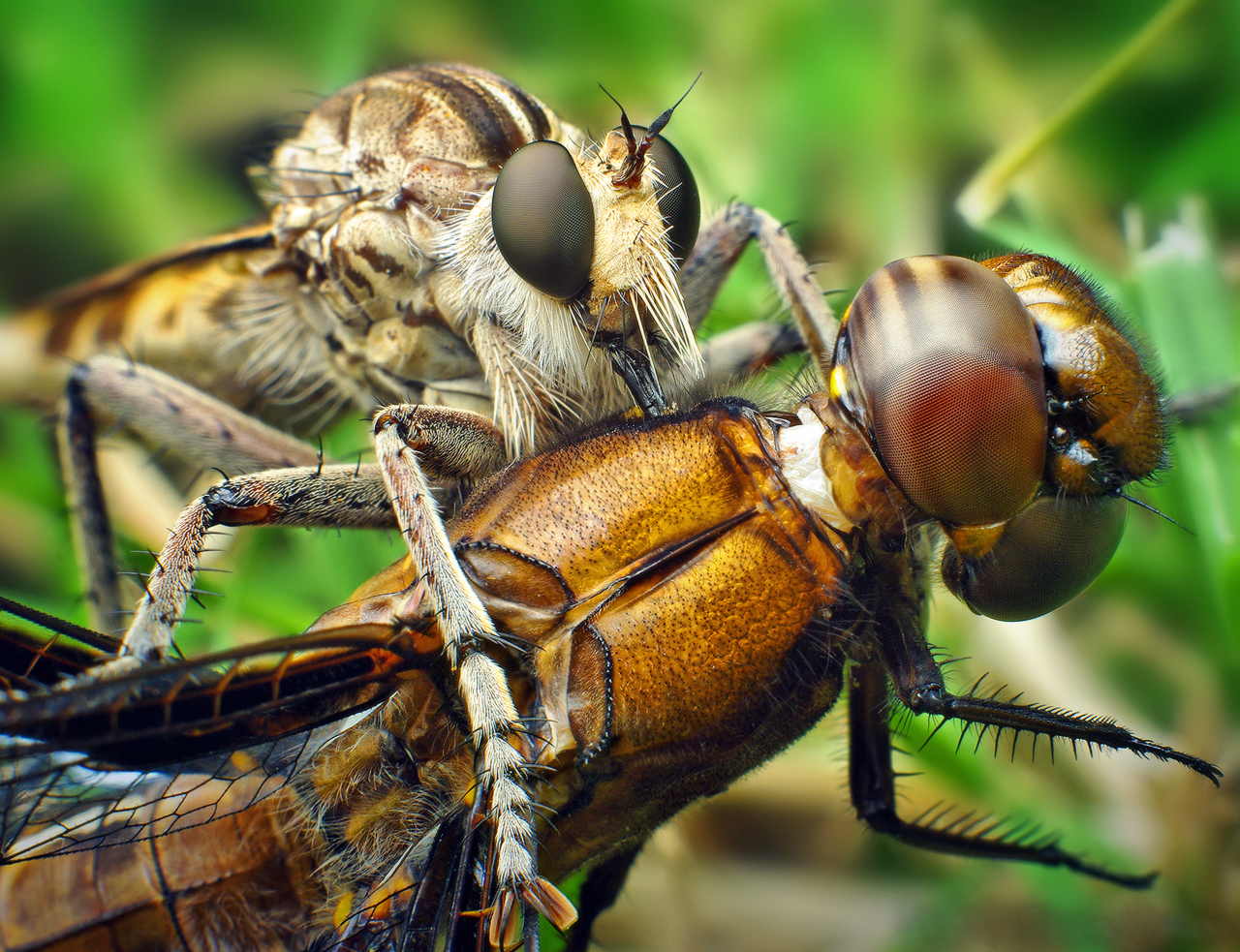